# Nothochrysa
Nothochrysa is een geslacht van insecten uit de familie van de gaasvliegen (Chrysopidae), die tot de orde netvleugeligen (Neuroptera) behoort.

## Soorten
- N. californica Banks, 1892
- N. capitata - bruinrode gaasvlieg (Fabricius, 1793)
- N. fulviceps (Stephens, 1836)
- N. indigena Needham, 1909
- N. polemia Navás, 1917
- N. sinica C.-k. Yang, 1986